# Cantonul Decazeville
Cantonul Decazeville este un canton din arondismentul Villefranche-de-Rouergue, departamentul Aveyron, regiunea Midi-Pyrénées, Franța.

## Comune
- Almont-les-Junies
- Boisse-Penchot
- Decazeville (reședință)
- Flagnac
- Livinhac-le-Haut
- Saint-Parthem
- Saint-Santin